# Chęciny, Lubusz
Checiny - (germană Sachsdorf,  în Limba sorabă: Saskojce) este un sat în Polonia, situat în Voievodatul Lubusz, în județul Krosno Odrzanskie, în orașul de Gubin.
În anii 1975-1998 satul aparținea administrativ de Zielona Gora.
În 1452, satul se numea în germană Saxdorf. Aici a existat cândva o fermă și o moară de apă pe râul Golec (Golz). Dintre clădirile care au existat aici au mai rămas câteva clădiri agricole, în mijlocul satului și stația de pompieri neutilizată.
În 1952, satul a fost locuit de 78 de persoane din 17 de gospodării. Începând cu 2007/2008, satul are o rețea de apă.